# Gephyromantis spiniferus
Gephyromantis spiniferus är en groddjursart som först beskrevs av Rose M.A. Blommers-Schlösser och Blanc 1991.  Gephyromantis spiniferus ingår i släktet Gephyromantis och familjen Mantellidae. IUCN kategoriserar arten globalt som nära hotad. Inga underarter finns listade i Catalogue of Life.